# Куп пет нација 1994.
Куп пет нација 1994. (службени назив: 1994 Five Nations Championship) је било 100. издање овог најелитнијег репрезентативног рагби такмичења Старог континента. а 65. издање Купа пет нација.
Турнир је освојио Велс захваљујући бољој поен разлици у односу на Енглезе.

## Учесници
Напомена:
Северна Ирска и Република Ирска наступају заједно.
|   | Селекција                      | Стадион                             | Селектор       |
| - | ------------------------------ | ----------------------------------- | -------------- |
| 1 | Рагби репрезентација Француске | Парк принчева, Париз (48 718)       | Пјер Бербизиер |
| 2 | Рагби репрезентација Енглеске  | Стадион Твикенам, Лондон (82 000)   | Џеф Как        |
| 3 | Рагби репрезентација Шкотске   | Стадион Марифилд, Единбург (67 144) | Џим Телфер     |
| 4 | Рагби репрезентација Велса     | Кардиф армс парк, Кардиф (65 000)   | Алан Дејвис    |
| 5 | Рагби репрезентација Ирске     | Ленсдаун роуд, Даблин (48 000)      | Џери Марфи     |

## Такмичење

### Прво коло
Француска - Ирска 35-15
Велс - Шкотска 29-6

### Друго коло
Ирска - Велс 15-17
Шкотска - Енглеска 14-15

### Треће коло
Енглеска - Ирска 12-13
Велс - Француска 24-15

### Четврто коло
Француска - Енглеска 14-18
Ирска - Шкотска 6-6

### Пето коло
Енглеска - Велс 15-8
Шкотска - Француска 12-20

## Табела
|   | Селекција                      | ИГ | Д | Н | И | ПД | ПП | ПР  | Б |  |
| - | ------------------------------ | -- | - | - | - | -- | -- | --- | - |  |
| 1 | Рагби репрезентација Велса     | 4  | 3 | 0 | 1 | 78 | 51 | +27 | 6 |  |
| 2 | Рагби репрезентација Енглеске  | 5  | 3 | 0 | 1 | 60 | 49 | +11 | 6 |  |
| 3 | Рагби репрезентација Француске | 4  | 2 | 0 | 2 | 84 | 69 | +25 | 4 |  |
| 4 | Рагби репрезентација Ирске     | 4  | 1 | 1 | 2 | 49 | 70 | -21 | 3 |  |
| 5 | Рагби репрезентација Шкотске   | 4  | 0 | 1 | 3 | 38 | 70 | -32 | 1 |  |

| Победник Купа пет нација 1994.                                |
| ------------------------------------------------------------- |
| Рагби репрезентација Велса 22. титула првака Европе у рагбију |

## Индивидуална стастика
Највише поена
- Нил Џенкинс 48, Велс

Највише есеја
- Филип Сент-Андре 2, Француска